# Tear Ring Saga
Tear Ring Saga  (Tiaringu Saaga Yutona Euiyuu senki - ティアリングサーガ ユトナ英雄戦記 Yuthna Anh hùng chiến ký) là game Simulation RPG do hãng EnterBrain phát hành trên hệ máy PlayStation vào ngày 24-05-2001. Game do
Tirnanog Inc phát triển và do Hirota Mayumi thiết kế nhân vật. Đây cũng là người thiết kế nhân vật cho Fire Emblem Thrakia 776. Tirnanog là hãng được thành lập bởi Kaga Shouzou, cha đẻ của loạt game Fire Emblem.Tilnanog cũng là tên một lâu đài trong Fire Emblem Seisen no Keifu.

## Khái yếu
Tearing Saga là game War Simulation RPG với các đơn vị chiến đấu trên map chia ô 2D cho đến khi đạt mục đích của map đó (đa phần là hạ được boss và chiếm thành). Sau khi clear map, người chơi có thể thấy được map toàn thể thể hiện thế giới của Tearing Saga. Tại map tổng thể, người chơi có thể biết được địa điểm của map hiện tại và địa điểm tiếp theo. Theo diễn tiến của nội dung mà số địa điểm có thể đến được ngày càng tăng thêm nhiều.
Nhân vật chính của game là công tử Runan của công quốc Lazeria vốn bị Đế quốc Zoa đuổi khỏi đất nước và Holmes, con trai của thái thú Granada và là đầu lãnh của nhóm hải tặc Sea Lion. Trong quá trình chơi, người chơi sẽ được điều khiển lần lượt hai đạo binh của cả Runan và Holmes khi hai nhân vật này chia nhau đi những map khác nhau, để rồi cùng hợp lưu với nhau trong trận đánh cuối cùng. 
Đạo quân chính của game là đạo quân do Runan lãnh đạo cùng đồng minh Yuthna đánh nhau với Đế quốc Zoa. Ở phần đi của Runan, các map đều nặng về tính chiến thuật và mặt nội dung nên người chơi không được mấy tự do hành động theo ý mình. Ở phần của Runan cũng có rất nhiều map có độ khó cao. Trong khi đó thì ở phần chơi của đội quân do Holmes dẫn đầu thì người chơi được tự do khám phá thế giới quan trong Tearing Saga và các trận đánh cơ bản cũng chỉ là những trận đụng độ ngẫu nhiên với quái vật hay hải tặc, có độ khó không cao. Chính vì vậy mà người chơi thường đầu tư "luyện" binh trong phần đi của Holmes nhiều hơn. Điều này là một đặc điểm của Tearing Saga, phần đi của hải tặc Holmes tự do đến mức người chơi có thể bỏ sót các map chưa hoàn thành hoặc quên "lấy" những món Item trong game.
Về cơ bản thì hai đạo quân Holmes và Runan sẽ đi theo những hướng khác nhau nhưng trong quá trình chơi, họ sẽ hợp lưu một cách cưỡng chế với nhau vài lần để tạo cơ hội cho người chơi trao đổi Item, binh lực giữa hai đạo quân này. Người chơi thường lợi dụng điểm này để đưa những nhân vật đã "luyện" mạnh trong quân Holmes về đội của Runan. Chính đạo quân của Holmes là nơi hậu thuẫn cho đạo quân chính của Runan.
Một đặc điểm nữa của game là nội dung của câu chuyện được thể hiện từ góc nhìn của hai nhân vật Runan và Holmes do họ đi theo hai con đường khác nhau, gặp những tình huống khác nhau. Ngoài những nhân vật thuộc vương quốc Rive mà Holmes và Runan chiến đấu bảo vệ, người chơi còn bắt gặp nhiều nhân vật khác đầy mị lực xuất hiện trong game, nhất là vương tử Seneto của vương quốc Erial, vương nữ Tia của Leda,... Họ đều là những nhân vật quan trọng xoay quanh câu chuyện và tự nỗ lực hành động, chiếm được cảm tình của người chơi không thua gì hai nhân vật chính. Điều này khiến nhiều người chơi luyến tiếc với ý nghĩ có thể điều khiển được những binh đoàn này. Chính vì vậy mà ngay khi phát hành, nhiều người đã kêu gọi nên đưa những nhân vật vào hàng ngũ những nhân vật chính thay vì chỉ được điều khiển trong trận đánh cuối cùng.

## Emblem Saga (エムブレムサーガ Ý tưởng ban đầu)
Sau khi nghĩ việc ở Intelligent Systems (インテリジェントシステムズ), ông Kaga Shouzou bắt đầu thiết kế game và tên gọi ban đầu của nó là Emblem Saga (エムブレムサーガ) và có rất nhiều điểm tương đồng với series game Fire Emblem do ông khai phá. Trong lần phỏng vấn trên tạp chí, Kaga cho biết thế giới quan của Emblem Saga tương đồng với thế giới quan trong series Fire Emblem và lợi dụng điều đó để phô trương, quảng cáo cho game của mình. Chính điều này đã khiến Intelligent Systems và Nintendo, nhà phát hành series Fire Emblem đệ đơn kiện. Hai bên tranh chấp đến cả tòa án tối cao và kết quả là tòa đã ra lệnh Kaga bồi thường 7600 vạn En Nhật theo yêu cầu của phía Nintendou, dựa trên luật phòng chống cạnh tranh không lành mạnh. (chấm dứt vào tháng 4 năm 2005). Chi tiết xin xem thêm mục Những vấn đề liên quan tới Tearing Saga)
Một điều nữa là gameplay và layout màn hình của Emblem Saga năm 2000, lúc mới chế tác cũng rất khác xa so với Tearing Saga sau này. Chi tiết xin xem thêm bài Emblem Saga.

## Nội dung[1]
Bối cảnh của câu chuyện là lục địa đảo Riveria (リーベリア). Lục địa Riveria do bốn vương quốc Saria, Leda, Kanan và Rive thống trị trong thời gian dài bỗng nhiên bị Đế quốc Zoa với tôn chỉ sùng bái tà thần tiêu diệt, cả đại lục chìm vào bóng đêm vô tận. 
Runan là công tử công quốc Lazeria, một trong bốn công quốc kết thành vương quốc Rive đã bỏ đất nước khi Đế quốc Zoa tấn công, trốn chạy đến thành phố cảng Granada do đô đốc Varus thống trị. Varus vốn là đồng minh của phụ thân Runan. Tại đây, Runan gặp lại người bạn thân của mình là Holmes, đồng thời cũng là con trai của đô đốc và họ tiếp tục cuộc chiến chống lại Đế quốc và được gọi là "người hùng Granada". Nhưng một năm sau, quân Đế quốc đã đánh tan Granada khiến Holmes và Runan dẫn theo một ít tàn quân chạy nạn đến vương quốc Welt, một lãnh thổ mới phục hưng trên hòn đảo phía nam của đại lục. Nhờ vào sự viện trợ của vương quốc này, Runan và Holmes lại tiếp tục trường kỳ kháng chiến chống Đế quốc Zoa và câu chuyện phát triển sang một quy mô lớn hơn khi âm mưu hồi sinh tà thần từng hiện rõ từng chút một.

## Cách chơi
Tearing Saga có cách chơi gần giống với các phiên bản Fire Emblem nên tại Việt Nam, nhiều người gọi nó một cách nhầm lẫn là Mộc Đế (tên Việt của Fire Emblem) trên PlayStation. Phần lớn gameplay của Tearing Saga thừa hưởng từ Fire Emblem Monshou no Nazo, nhưng yếu tố phát sinh hội thoại giữa các nhân vật có quan hệ với nhau cùng hệ thống skill lại thừa hưởng từ Fire Emblem Seisen no Keifu. Điều này cũng không có gì lạ, bởi cha đẻ của Tearing Saga cũng chính là người khai sinh ra Fire Emblem.

## Những vấn đề liên quan tới Tearing Saga[2]
Mọi rắc rối bắt đầu từ khi Kaga Shouzou, một trong những người có công khai phá series game Fire Emblem (do hãng Intelligent Systems (IS) phát triển) nghĩ việc để lập nên công ty mới là Tirnanog. Kaga Shōzō là người đại diện của Tirnanog và được mệnh danh là "cha đẻ của Fire Emblem". Khi Tirnanog, vốn là công ty tách ra từ ASCII (đọc là a-su-kii) bắt đầu phát triển Emblem Saga cho hệ máy PlayStation thì Nintendou đệ đơn kiện vì tội xâm phạm tác quyền khiến Tirnanog phải sửa lại những nội dung có vấn đề và đổi lại tên cho game thành Tearing Saga từ tháng 5-2001.
Có vẻ như ban đầu Kaga muốn làm một phiên bản tiếp theo của series Fire Emblem và đã phát biểu trên tạp chí Famitsu rằng sẽ có nhân vật Cheny (チェイニー) trong Fire Emblem Ankoku Ryū to Hikari no tsurugi xuất hiện, và ông cũng muốn cho những nhân vật khác xuất hiện nếu có thể. Về những điểm giống nhau giữa Tearing Saga và Fire Emblem thì có thể thấy trên bài ký sự của Famitsu, rằng thế giới quan của Tearing Saga có liên quan tới Fire Emblem. Nhưng cũng có ý kiến cho rằng cùng một người sáng tạo ra thì hai dòng game này có những điểm giống nhau cũng là điều đương nhiên. 
Cũng cần nói thêm rằng những người tham gia trong Tearing Saga đã từng tham gia vào đội ngũ của Fire Emblem chỉ có Kaga Shouzou và Hirota Mayumi mà thôi. Mayumi là người thiết kế nhân vật cho Fire Emblem Thracia 776.
Nintendou và IS đã đệ đơn kiện Tirnanog và Enterbrain là vi phạm tác quyền và vi phạm luật phòng chống cạnh tranh không lành mạnh, yêu cầu bòi thường và đòi ngừng bán sản phẩm. Nội dung kiện cáo như dưới đây.
- Đợt thứ nhất (ngày 14-11-2002 tại tòa án địa phương Tokyo): bác bỏ hoàn toàn yêu cầu từ phía Nintendō.
- Đợt thứ hai (ngày 24-11-2004 tại tòa án cao đẳng Tokyo): tòa không thừa nhận việc xâm hại tác quyền nhưng thừa nhận một phần nội dung vi phạm luật phòng chống cạnh tranh không lành mạnh từ phía Nintendou và bắt phía Enterbrain bồi thường khoảng 7600 vạn En Nhật.
- Đợt thứ ba (ngày 12-04-2005 tại tòa án tối cao): bác bỏ khiếu nại của Nintendō, thi hành kết quả đợt phán quyết thứ hai.[3]

Tòa án tối cao chỉ thừa nhận việc Nintendou bị tổn hại là do "phía Enterbrain quảng bá Tearing Saga là game có liên quan với Fire Emblem và đó là việc lợi dụng hình ảnh hương hiệu". Tòa không thừa nhận việc xâm hại tác quyền của Enterbrain nhưng cũng bác bỏ luôn chủ trương của Enterbrain cho rằng "IS không nắm tác quyền đối với Fire Emblem Thracia 776". (tham khảo bản tiếng Nhật văn thư lần phán quyết thứ hai: http://www.translan.com/jucc/precedent-2004-11-24b.html)
Từ sau sự kiện này, Nintendō đã thay đổi rõ rệt phương châm trong quảng cáo của mình và cũng không còn hăng hái xuất hiện đầu tiên trên Famitsu như trước nữa

## Nhân vật
Phân nửa số nhân vật xuất hiện trong game đều có quan hệ họ hàng với nhau.

### Những nhân vật điều khiển được
| Tên                      | Binh chủng      | Xuất thân | Nơi gia nhập  | Tham khảo | Điều kiện gia nhập                                                          |
| ------------------------ | --------------- | --------- | ------------- | --- | --------------------------------------------------------------------------- |
|                          |                 |           |               | |                                                                             |
| Runan (リュナン)         | Knight Lord     | Lazeria   | MAP1          | Nhân vật chính, công tử Lazeria, thủ lĩnh của nhóm khởi nghĩa chống Đế quốc.                                              |                                                                             |
| Kreiss (クライス)        | Rook Knight     | Lazeria   | MAP1          | Kỵ sĩ Lazeria, lưu lạc cùng Runan. Tính cách trung thực.                                                                  |                                                                             |
| Arkis (アーキス)         | Rook Knight     | Lazeria   | MAP1          | Kỵ sĩ Lazeria lưu lạc cùng Runan, tính cách hoạt bát, thích nghe nịnh.                                                    |                                                                             |
| Garo (ガロ)              | Hải tặc         | ？        | MAP1          | Bảo vệ Runan theo mệnh lệnh của Holmes. Tính cách trầm mặc.                                                               |                                                                             |
| Sasha (サーシャ)         | Princess        | Welt      | MAP1          | Vương nữ Welt, trốn khỏi vương cung đến cầu cứu Runan.                                                                    | Dùng Runan bắt chuyện                                                       |
| Kate (ケイト)            | Lady Knight     | Welt      | MAP1          | Vệ sĩ của Sasha, cùng vương nữ trốn khỏi thủ đô. Sử cung và kiếm.                                                         | Tự động gia nhập theo Sasha                                                 |
| Raffin (ラフィン)        | Commando Knight | Barge     | MAP2          | Ban đầu vốn là long kỵ sĩ, nhưng sau đến làm con nuôi nhà Verge ở Welt.                                                   |                                                                             |
| Estel (エステル)         | Rook Knight     | Welt      | MAP2          | Con gái bá tước Verge, thầm yêu mến Raffin.                                                                               |                                                                             |
| Lee (リー)               | Bishop          | Welt      | MAP2          | Thần quan phục vụ cho nhà Verge                                                                                           | Chọn một trong số bốn người                                                 |
| Ezkiel (エゼキエル)      | Axe Knight      | Welt      | MAP2          | Kỵ sĩ búa phụng sự Verge, anh trai của Letina.                                                                            | Chọn một trong số bốn người                                                 |
| Naron (ナロン)           | Rook Knight     | Welt      | MAP2          | Kỵ sỹ phụng sự nhà Verge, có năng lực tiềm ẩn.                                                                            | Chọn một trong số bốn người                                                 |
| Luka (ルカ)              | Bow Fighter     | Welt      | MAP2          | Binh sĩ tình nguyện phục vụ họ Verge nhưng vốn là thợ săn ở rừng Glam.                                                    | Chọn một trong số bốn người                                                 |
| Enteh (エンテ)           | Sister          | Rive      | MAP2          | Vu nữ phụng sự trong đền thờ Marus thuộc lãnh địa Welt. Một trong những người nắm giữ chìa khóa của câu chuyện.           |                                                                             |
| Barts (バーツ)           | Axe Fighter     | Welt      | MAP2          | Tay búa sống trong một ngôi làng thuộc lãnh địa Welt, em gái là Plum.                                                     |                                                                             |
| Julia (ジュリア)         | Sword Fighter   | Ilu       | MAP2          | Nữ đánh thuê tóc đỏ, gặp Runan khi đơn thân xông pha vào sào huyệt sơn tặc Thrax.                                         |                                                                             |
| Plum (プラム)            | Priest          | Welt      | MAP2          | Thiếu nữ sống trong ngôi làng thuộc lãnh địa Welt. Con ruột của Lionheart.                                                | Dùng Enteh thăm nhà Plum                                                    |
| Mahter (マーテル)        | Pegasus Knight  | サリア    | MAP4          | Thiên mã kỵ sĩ được lệnh hộ vệ thần điện Marus. Em của Verna, chị của Frau                                                |                                                                             |
| Rachel (ラケル)          | Bow Master      | Welt      | MAP4          | Được mệnh danh là nữ thần cung tên, đã thệ nguyện không giết người. Em trai là Luka.                                      | Dùng Sasha thăm nhà Rachel                                                  |
| Vega (ヴェガ)            | Sword Fighter   |           | MAP4          | Lang thang khắp nơi cùng ma kiếm ☆Shramm. Được thuê để ám sát Julia.                                                      | Dùng Julia giao chiến                                                       |
| Jeek (ジーク)            | Dark Knight     | ？        | MAP5          | Kỵ sĩ hắc ám tấn công thần điện Marus, sau lại phản đồng đội, gia nhập quân Runan nhưng...                                | Dùng Runan bắt chuyện                                                       |
| Maruju (マルジュ)        | Mage            | Welt      | MAP5          | Cháu của đại thần quan Etienbach, là ma đạo sĩ sai khiến gió. Có chị là Mel.                                              | Dùng Enteh bắt chuyện                                                       |
| Mel (メル)               | Troubadour      | Welt      | MAP6          | Nữ ma đạo sĩ tu tập tại thần điện Marus,sau lang bạt với người yêu là Roger                                               | Gia nhập khi hội đủ điều kiện ở Map3,4                                      |
| Norton (ノートン)        | Armor Knight    | Welt      | MAP6          | Kỵ sĩ của vương gia, nhận mệnh lệnh truy sát Sasha.                                                                       | Dùng Sasha bắt chuyện                                                       |
| Thomas (トムス)          | Wood Shooter    | Welt      | MAP7          | Thợ săn, nhưng bị thừa tướng bắt quân dịch.                                                                               | Dùng Barts bắt chuyện                                                       |
| Roger (ロジャー)         | Paladin         | Welt      | MAP7          | Thánh kỵ sĩ phụng sự vương gia Welt. Giằng vặt giữa mệnh lệnh và người yêu Mel.                                           | Dùng Mel bắt chuyện                                                         |
| Katri (カトリ)           | Sister          | Saria     | MAP8          | Thiếu nữ ngây thơ, là vương nữ trực hệ của vương gia Saria nhưng bản thân không biết điều này. Tên thật là Maria (マリア) |                                                                             |
| Xeno (ゼノ)              | Fighter         | ？        | MAP8          | Kiếm sĩ thuộc đội hải tặc Sea Lion. Tính tình bộc trực.                                                                   |                                                                             |
| Yuni (ユニ)              | Thief           | ？        | MAP8          | Thiếu nữ đạo tặc thuộc đội hải tặc Sea Lion. Ngoại hình giống nam tử.                                                     |                                                                             |
| Meriah (メリエル)        | Mage            | Rive      | MAP9          | Thiếu nữ tính hiếu thắng, bỏ nhà đi tìm tung tích anh trai là Rishel                                                      |                                                                             |
| Narsus (ナルサス)        | Thief           | ？        | MAP26         | Thuộc đội hải tặc Sea Lion, giỏi thuật cải trang.                                                                         | Dùng Runan bắt chuyện khi đã nói chuyện ở Map 3, không chết ở Map 9         |
| Sharon (シャロン)        | Lady Knight     | Verge     | MAP10         | Kỵ sĩ công quốc Verge đã diệt vong, từng là người yêu của Raffin.                                                         | Dùng Raffin bắt chuyện                                                      |
| Bilford (ビルフォード)   | Armor Knight    | バージェ  | MAP10         | Kỵ sĩ dũng mãnh luôn bám theo Sharon, được mệnh danh là "bạo ngưu".                                                       | Dùng Sharon bắt chuyện                                                      |
| Mintz (ミンツ)           | Black Knight    | カナン    | MAP10         | Hắc kỵ sĩ binh đoàn Kanan, cứu Rennie.                                                                                    | Để Mintz chạy vào thành ở Map 10                                            |
| Rennie (レニー)          | Bow Fighter     | Selba     | MAP10/17      | Kỵ sĩ phụng sự lãnh chúa Selba là Leohart.                                                                                | Map 10 Mintz không vào được thành. Hoặc dùng Mintz thăm nhà Rennie ở Map 17 |
| Holmes (ホームズ)        | Bow Hero        | Granada   | MAP11         | Nhân vật chính, đầu lãnh nhóm hải tặc Sea Lion.                                                                           |                                                                             |
| Sighen (シゲン)          | Sword fighter   | Zoa       | MAP11         | Cánh tay đắc lực của Holmes. Dùng ma kiếm ☆Dullahan. Con của Karla, cháu của Jeek.                                        |                                                                             |
| Alicia (エリシャ)        | Mage            | Leda      | MAP11         | Ma đạo sĩ sai khiến sấm chớp, thuộc thần điện bắc Trenthe. Coi Alfred, cha của Mel và Maruju như cha mình.                |                                                                             |
| Samson (サムソン)        | Axe Knight      | Arial     | MAP11         | Được sơn tặc Yazam thuê nhưng chống lại mệnh lệnh, cứu Alicia. Chồng của Katrina (con gái của vua Temzin của Arial)       |                                                                             |
| Lionel (ライネル)        | Spear Knight    | Welt      | MAP11～       | Kỵ sĩ sử thương phụng sự vương gia Welt.                                                                                  | Gia nhập khi hội đủ điều kiện ở vương cung Welt                             |
| Attrom (アトロム)        | Fighter         | Blado     | MAP12         | Thiếu niên trên đường tìm tung tích người chị Renee của mình.                                                             |                                                                             |
| Krisheena (クリシーヌ)   | Sword Fighter   | Istoria   | MAP13         | Đánh thuê được hải tặc Maerhen thuê. Có ý định ám sát Vega do Vega giết chồng là Adol.                                    |                                                                             |
| Maerhen (メルヘン)       | Boss            | ？        | MAP14         | Đầu mục của nhóm hải tặc.                                                                                                 |                                                                             |
| Frau (フラウ)            | Pegasus Knight  | Saria     | MAP15         | Thiên mã kỵ sĩ tập sự. Em gái Verna, Mahter                                                                               | Dùng Mahter bắt chuyện                                                      |
| Sun (サン)               | Rook Knight     | Kanan     | MAP15         | Kỵ sĩ tập sự xứ Kanan, được gửi tới Blado. Con gái của Silva.                                                             | Dùng Frau bắt chuyện                                                        |
| Lyria (リーリエ)         | Priest          | ブラード  | MAP15～MAP 30 | Nữ thần quan yêu thích ca hát. Dùng được ☆Strength Staff                                                                  | Dùng Attrom thăm nhà thờ ở Blado hoặc Map30                                 |
| Shirou (シロウ)          | Horse man       | Selba     | MAP17         | Cánh tay đắc lực của Lionheart, tính cách trung thành.                                                                    |                                                                             |
| Loffaru (ロファール)     | King Knight     | Wellt     | MAP19         | Quốc vương Wellt, mất tích trong chiến tranh, một trong các anh hùng của đại lục.                                         | Dùng Sasha hoặc Runan bắt chuyện                                            |
| Lionheart (レオンハート) | Mamrook         | Selba     | MAP22         | Thái thú Selba, đô thị trên thảo nguyên. Lãnh đạo quân số ít ỏi chống lại Đế quốc. Cha của Plum.                          |                                                                             |
| Zacharia (ザカリア)      | General         | Saria     | MAP22         | Tướng quân phục vụ cho Đế quốc sau khi Saria diệt vong, nhận ra Katri là vương nữ.                                        |                                                                             |
| Bud (バド)               | Thief           | Saria？   | MAP23         | Nữ đạo tặc cải trang nam giới. Thích Rishel                                                                               | Đã làm sự kiện của Narsus tại Map 3, Map 9                                  |
| Rishel (リシュエル)      | Mage            | Saria     | MAP23         | Thần quan sai khiến lửa phục vụ thần điện Saria. Anh của Meriah                                                           | Dùng Bud bắt chuyện                                                         |
| Sherra (シエラ)          | Witch           | ？        | MAP24/31      | Ma nữ phản bội Đế quốc, có quan hệ sâu xa với Sighen.                                                                     | Sigen chết trước Map 24/ Map 31 thăm nhà Sherra                             |
| Letina (レティーナ)      | Priest          | Welt      | MAP25         | Thiếu nữ mù mắt, em gái Ezkiel.                                                                                           | Kreiss làm một loạt sự kiện liên quan Letina                                |
| Rebecca (リベカ)         | Priest          | Alkana？  | MAP25         | Thiếu nữ xuất thân từ xứ Alkana trên sa mạc.                                                                              | Vào thăm nhà Rebecca (khi Letina ko gia nhập)                               |
| Rina (リィナ)            | Rook Knight     | Lazeria   | MAP26         | Em gái của Kreiss, vị hôn thê của Arkis.                                                                                  |                                                                             |
| Rene (レネ)              | Saint           | Saria     | MAP29         | Thánh nữ bị hải tặc bắt khi đi tìm Meriah                                                                                 | Dùng Attrom bắt chuyện                                                      |
| Yoda (ヨーダ)            | Sword Master    | イル      | MAP30         | Kiếm sĩ lừng danh vì tài nghệ của mình, cha của Julia.                                                                    |                                                                             |
| Hagaru (ハガル)          | Wood Shooter    | Kanan     | MAP34         | Em trai Mintz, quân nhân Kanan,                                                                                           | Dùng Mintz bắt chuyện                                                       |
| Verna (ヴェーヌ)         | Pegasus Knight  | Saria     | MAP36         | Lính đánh thuê của Arial và là chị cả của Mahter và Frau.                                                                 |                                                                             |
| Sennet (セネト)          | Prince          | Kanan     | MAP40         | Thái tử Kanan, chủ trương đánh đuổi Đế quốc, chấn hưng Kanan.                                                             |                                                                             |
| Tia (ティーエ)           | Princess        | Leda？    | MAP40         | Người còn sống sót duy nhất của vương gia Leda, được sự hậu thuẫn của vương tử Richard, quyết tâm đánh đuổi Đế quốc.      |                                                                             |
| Alfred (アフリード)      | Sage            | Leda？    | MAP40         | Hiền giả Leda, cha của Mel và Maruju.                                                                                     |                                                                             |

## Thế giới quan
Câu chuyện của Tearing Saga xoay quanh cuộc chiến chống lại Đế quốc Zoa của các vương quốc chính sau.

### Vương quốc Rive
Rive là một trong số bốn vương quốc được nữ thần Yuthna dựng nên trên đại lục Riveria. Rive chiếm phần lãnh thổ trung nguyên trù phú và do bốn công quốc Lazeria, Riveria, Nolzeria và Zemseria hợp thành. Đất nước này trải hơn 600 năm phồn thịnh thì bị Kanan, lúc này đã bắt tay với giáo quốc Garzel tấn công và phần lớn lãnh thổ bị chiếm lãnh.
Tuy nhiên, vương thái tử Kanan là Ares lại không thích chiến tranh, và nhờ vào danh tướng Glamdo mà Rive đã mật ký đình chiến với Kanan tại Nolzeria. Nhưng đột nhiên thánh long Muse, thần hộ vệ của Rive bỗng nhiên xuất hiện, thiêu cháy cả Ares lẫn Glamdo (bi kịch Muse) nên xung đột giữa Rive và Kanan lên tới đỉnh điểm, hai bên phát động chiến tranh toàn diện. Lịch sự Rive đã khép lại với sự phản bội của các thành phần trong nước.
Lúc bắt đầu game, Rive đang nằm dưới sự cai trị của giáo quốc Garzel.

### Vương quốc Saria
Một trong bốn vương quốc trên đại lục Riveria, chiếm phần thảo nguyên nam bộ. Saria đã gây hấn với các nước lân cận Leda từ 200 năm trước và tiêu diệt Leda vào 50 năm trước. Tuy nhiên, cái giá phải trả quá đắt, đất nước mất đi nhiều chư hầu có thế lực, lâm vào cảnh kiệt quệ và phần lớn lãnh thổ bị dân thảo nguyên chiếm đóng.
Bối cảnh Saria lúc bắt đầu câu chuyện là dân tộc thảo nguyên thay các chư hầu trong nước đứng lên chống lại Đế quốc.

### Vương quốc Kanan
Một trong bốn vương quốc trên đại lục Riveria, chiếm phần đồi núi phía đông bắc, giữ hòa bình với các nước lân cận trong suốt thời gian dài. Sau đó Kanan lâm vào chiến tranh với giáo quốc Garzel,lúc đó quốc vương Bahanuk cũng đang đánh nhau với các tiểu quốc lân cận suốt 20 năm. Lúc này Bahanuk xin viện binh từ Rive nhưng chỉ nhận được thái độ ỡm ờ lãng tránh. 
Trước thời điểm bắt đầu câu chuyện 3 năm, Bahanuk bất ngờ ký hòa ước với giáo quốc Garzel, tuyên bố phục hưng Đế quốc Zoa vốn đã bị người hùng và nữ thần tiêu diệt rồi đột ngột tấn công Rive. Sau đó, nhờ Glamdo thuộc công quốc Lazeria và phe phản chiến bên trong Kanan mà Bahanuk đã một lần ký hòa hước với Rive, nhưng ngay sau đó lại xảy ra "bi kịch Muse" khiến quốc vương mất con trai, ra lệnh tận diệt Rive.
Thời điểm bắt đầu câu chuyện là Kanan (Zoa) đã nắm phần lớn lãnh thổ lục địa trong tay, thế lực của phe phản chiến trong nước cũng bị đàn áp.

### Vương quốc Leda
Một tron bốn vương quốc trên đại lục Riveria, chiếm phần đất hoang sơ phía tây bắc đại lục. Leda đánh nhau với các nước lân cận Saria từ 200 năm trước nhưng rồi bị Saria diệt.Hiện tại không biết gì về tung tích của người duy nhất thừa hưởng dòng máu vương gia.

### Giáo quốc Garzel (Đế quốc Zoa)
Đất nước của giáo đoàn sùng bái tà thần khi Giáo hoàng Guen Chaos đột nhiên xuất hiện vào 40 năm trước. Garzel lãnh đạo các ma đạo sĩ và hắc kỵ sĩ đánh nhau với vương quốc Kanan, sau lại ký kết đồng minh và cùng phục hưng Đế quốc Zoa đã bị người hùng Caruon" và nữ thần Yutha tiêu diệt. Thời điểm bắt đầu câu chuyện là Garzel đã xem Kanan như tay chân và gieo rắc chiến tranh khắp đại lục.